# Eugen Haagen
Niels Eugen Haagen (Berlín; 17 de junio de 1898 - Berlín, 3 de agosto de 1972), también llamado Eugen Haagen, fue un bacteriólogo y virólogo alemán, profesor de la Universidad de Estrasburgo. Entre otras cosas, llevó a cabo experimentos de tifus en prisioneros del campo de concentración de Struthof-Natzweiler.

## Primeros años
Haagen estudió medicina, y fue inicialmente médico adjunto en la Charité de Berlín. Desde 1926 trabajó como asistente de investigación en la Oficina de Salud del Reich, donde fue particularmente activo en la investigación de virus y tumores. De 1928 a 1929, Haagen completó una estadía como invitado en el Instituto Rockefeller de Nueva York, donde se convirtió en consejero de gobierno en 1930 y también en miembro extraordinario del departamento de salud de la Fundación Rockefeller. A fines de la década de 1920 realizó publicaciones científicas junto con Rhoda Erdmann. A partir de 1933, Haagen trabajó en el Instituto Robert Koch y en 1936 se hizo cargo del departamento de investigación de virus y células experimentales. Además, fue nombrado profesor y consultor como higienista en el Doctor I de la Flota Aérea de Berlín. El desarrollo de una vacuna contra la fiebre tifoidea lo colocó en la lista de candidatos al Premio Nobel de Medicina en 1936. Entre 1937 y 1939 participó en la investigación de tumores, un proyecto financiado por la Sociedad Alemana de Investigación (DFG). En 1939 fue coeditor de la obra médica estándar "Manual de enfermedades virales". 
Haagen se unió al NSDAP en 1937, y también fue miembro de la NSV, la Asociación de funcionarios alemanes del Reich, la Asociación de protección contra ataques aéreos del Reich y el Cuerpo aéreo NS. En 1944 se convirtió en miembro de la Academia Alemana de Científicos Naturales Leopoldina en Halle (Saale). En octubre de 1941, Haagen se convirtió en profesor de higiene y bacteriología en la Universidad de Estrasburgo y también director del instituto de higiene allí; al mismo tiempo se convirtió en director médico e higienista consultor del médico de la flota aérea Reich.
Después de los experimentos con animales, Haagen llevó a cabo experimentos con tifus en 28 prisioneros polacos en el campo de concentración de Struthof-Natzweiler desde mayo de 1943. Al menos dos prisioneros polacos murieron como resultado de la primera serie de experimentos de Haagen con la vacuna contra el tifus que había desarrollado. De los 100 sintis y romaníes que fueron trasladados del campo de concentración de Auschwitz a Struthof-Natzweiler a fines de 1943 para someterse a más pruebas de tifus, 18 murieron en el camino debido a problemas de salud. Haagen hizo que los supervivientes fueran trasladados de vuelta a Auschwitz porque, según los exámenes médicos preliminares, le parecían inadecuados para experimentos con humanos. A principios de febrero de 1944, a más tardar, comenzó una nueva serie de experimentos de tifus en Natzweiler con 89 sintis y romaníes. 
Con respecto a la ictericia, Haagen informó a Hermann Göring el 21 de enero de 1944 en su calidad de presidente del Consejo de Investigación del Reich de que se había probado la presencia de virus en varios pacientes mediante punción del hígado y la bilis. Haagen continuó con sus experimentos sobre el tifus en Natzweiler hasta el otoño de 1944, así como con la investigación sobre la gripe epidémica y la ictericia en los prisioneros. Estas series de pruebas, financiadas por la DFG. Debido a la guerra, Haagen hizo trasladar el instituto de higiene de Estrasburgo a Halle/Saale en 1944.

## Vida después de la guerra
En abril de 1945, Haagen fue hecho prisionero de guerra por los estadounidenses, donde permaneció hasta junio de 1945. Luego fue reclutado por la administración militar soviética en Alemania y fundó un instituto de investigación médica en el antiguo Instituto Kaiser Wilhelm (KWG) para la investigación sobre el cerebro. El 16 de noviembre de 1946 fue arrestado por la policía militar británica durante una visita a Berlín-Zehlendorf. Durante su encarcelamiento en Minden, que duró varias semanas, fue asignado como testigo para el juicio de los médicos de Núremberg. En enero de 1947 fue extraditado a Francia. Junto con Otto Bickenbach, Haagen fue acusado el 24 de diciembre de 1952 ante el tribunal militar de Metz. En enero de 1954, un tribunal militar de París anuló sus sentencias a trabajos forzados de por vida por "delitos de uso de sustancias nocivas y asesinato con veneno". El 15 de mayo de 1954, Haagen y Bickenbach fueron condenados a veinte años de trabajos forzados en Lyon, pero se les concedió una amnistía en 1955. 
Tras esto, le siguió su matrimonio con Brigitte Crodel, quien fue asistente médico-técnica durante sus experimentos con tifus. Trabajó con ella en el proyecto de investigación sobre la aparición de los llamados "efectos citopatógenos" en cultivos de células normales, que fue nuevamente financiado por la DFG y publicado en 1957. De 1956 a 1965 trabajó en el Instituto Federal de Investigación de Enfermedades Virales de los Animales en Tubinga. Luego regresó a Berlín y desde 1962 escribió el trabajo que había comenzado pero nunca terminó, “Enfermedades virales humanas”. Finalmente, Haagen murió en Berlín el 3 de agosto de 1972.

## Obras sobre su vida
- Raphael Toledano, Les Expériences Médicales du Professeur Eugen Haagen de la <<Reichsuniversität Strassburg>>: Faits, Contexte et Procès d’un Médecin National-Socialiste, Universidad de Estrasburgo, 2010 (Premio Auschwitz 2011).
- Patrick Wechsler, La Faculté de Medecine de la <<Reichsuniversität Straßburg>> (1941-1945) à l'heure nationale-socialiste, Universidad Louis Pasteur (Estrasburgo), 1991.